# 横浜エレベータ
横浜エレベータ株式会社（よこはまエレベータ、英: YOKOHAMA ELEVATOR.）は、神奈川県横浜市に本社を置く企業。乗用や荷物用など各種エレベーターを中心とする輸送機器の製造を行う。
本牧埠頭倉庫のエレベーター45基中27基を受注、1976年にはドイツのパウルシュミット社と共同で、東京の寶組勝島倉庫に世界最大級の50トン積載油圧エレベーターを納入するなど、荷物用・油圧式エレベーターに強みを持つ。また2007年にはかごの中をガラス張りにし、油圧ジャッキのみの昇降路とガイドレールをなくした『テレスコ式』エレベーターを制作納入。特許を得ているほか、業界誌『Elevator World』（エレベーターワールド）Project of the yearを受賞している。

## 沿革
- 1923年 - 横浜エレベータ商会として創業。
- 1946年 - 富士美興業株式会社設立。GHQ施設のエレベーターの復旧工事や性能検査を受託した。
- 1949年 - 横浜エレベータ富士美興業株式会社に社名変更。
- 1959年 - 横浜エレベータ株式会社に社名変更。
- 1971年 - 寶組勝島倉庫に積載量50トンの油圧式エレベータを納入。
- 2004年 -横浜港大さん橋国際客船ターミナルに設置した昇降路ガイドレールなしエレベーターがエレベーターワールド Project of the year 新設部門 受賞。
- 2006年　-がすてなーに？エレベーター
- 2009年 -ニコラス・G・ハイエック センターに設置したテレスコフレーム方式エレベーターがエレベーターワールド Project of the year 新設部門 受賞。

## 機種
エレピア
エレピア・2000
テレスコフレーム

## 主な導入実績
- 羽田空港第1旅客ターミナルビル
- 東京ドームシティMEETS PORT（人荷用/荷物用）
- 東京国際フォーラム （荷物用）
- かわさきファズ物流センター汎用棟（荷物用）[2]

テレスコフレームまたはガラス張り油圧エレベーター
- 横須賀市美術館
- ニコラス・G・ハイエックセンター - 各店舗へダイレクトに繋ぐテレスコ式エレベーターを複数導入。はじめて楕円系も導入された。
- 金沢21世紀美術館 - テレスコフレーム方式で、西口側1階と地下を結んでいる。
- 大さん橋国際客船ターミナル-テレスコフレーム方式
- 高崎アリーナ西エレベーター-テレスコフレーム方式
- 宮ヶ瀬ダム 水とエネルギー館
- 富山駅-テレスコフレーム方式